# André De Bruyne
André De Bruyne (Mariakerke, 24 maart 1914 - Blumenthal, 31 december 1944) was een Belgisch advocaat en verzetsstrijder.

## Activiteit in de Tweede Wereldoorlog
De Bruyne werd krijgsgevangen tijdens de Achttiendaagse Veldtocht op 23 mei 1940, maar drie weken later werd hij reeds vrijgelaten. Op 25 november 1940 legt hij de eed af als advocaat bij het Hof van Beroep te Gent. Zes maand later, op 1 juni 1941, werd hij lid van het Geheim Leger regio Mariakerke. Hij was gerekruteerd door Gérard Willemot en Maurice Goethals. In de streek van Mariakerke, die hij goed kende, stond hij in voor de aanwerving van leden tot er een flinke groep was gevormd. Hij zorgde ook voor de organisatie van deze groep. Tijdens het jaar 1942 verstrekte hij militaire en administratieve inlichtingen aan zijn oversten.
Hij werd een eerste maal thuis aangehouden door de Geheime Feldpolizei op 4 december 1943, maar wist te ontsnappen en verschuilde zich bij de weduwe Langlois te Oosterzele. Vanaf die datum wordt hij gezocht door de G.F.P. Begin juni 1944 sloot hij zich aan bij schuiloord “Le Héron” als officier van administratie en dook onder in het maquis te Bottelare bij de familie Nève de Mévergnies, ingevolge de mobilisatie van het Geheim Leger. Zijn activiteit bestond eveneens in het opzoeken van schuilplaatsen van opgezochte leden van de weerstand en in het uitdelen van de sluikkrant La Libre Belgique.
Op 19 juli 1944 werd De Bruyne te Oosterzele gevat door de G.F.P. Hij werd opgesloten in de gevangenis van Gent en vervolgens weggevoerd naar het Kommando te Blumenthal, onderdeel van het concentratiekamp Neuengamme. Hij overleed er op 31 december 1944.

## Eerbetoon
Op 4 mei 1947 werd een deel van de Van Vaernewijckstraat, waar hij woonde, omgedoopt tot André De Bruynestraat. 
Op 7 maart 2019 werd door de Nationale Confederatie van Politieke Gevangenen en Rechthebbenden van België, gewest Gent-Eeklo een herinneringssteen geplaatst ter nagedachtenis van André De Bruyne voor het huis waar hij samen met zijn ouders woonde en waar hij in 1943 bijna werd aangehouden. Dezelfde dag werden gedenkstenen geplaatst ter nagedachtenis van Michel Cloquet (Gent, Kortrijksesteenweg 890), Frans en Lucien Van Speybroeck (Zwijnaarde, Dorpsstraat 34), Carlos en Charles Goubau (Drongen, Goubaulaan 3), en de twee andere weerstanders van Mariakerke: verzekeraar Gérard Willemot (Mariakerke, Gérard Willemotlaan 90) en schepen Henri Story (Mariakerke, Henri Storystraat 2).

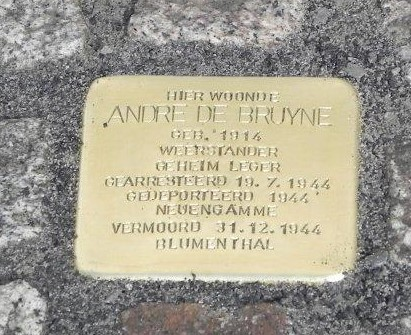